# Escobaria missouriensis
Escobaria missouriensis là một loài thực vật có hoa trong họ Cactaceae. Loài này được (Sweet) D.R.Hunt mô tả khoa học đầu tiên năm 1978.

## Hình ảnh

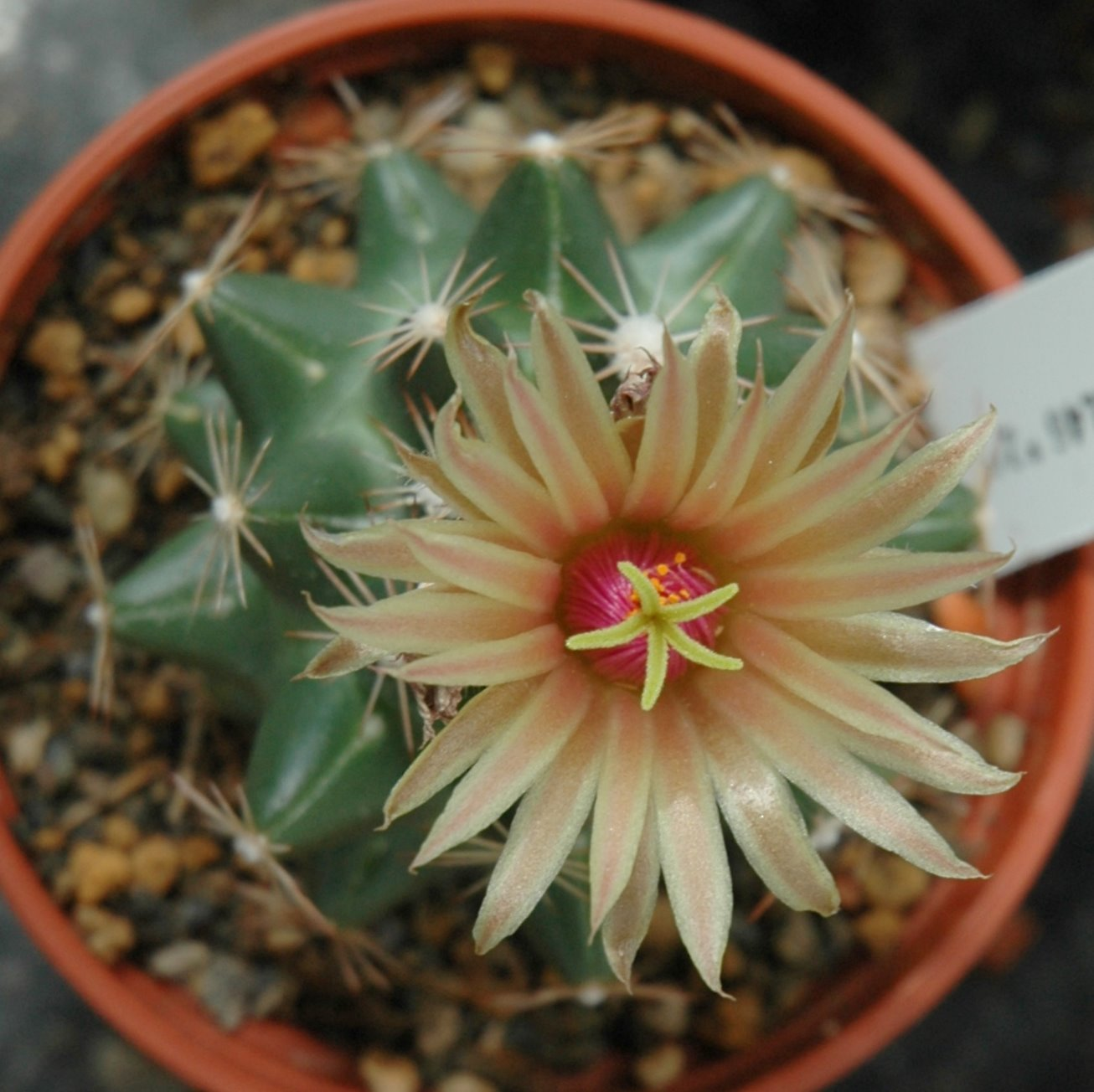
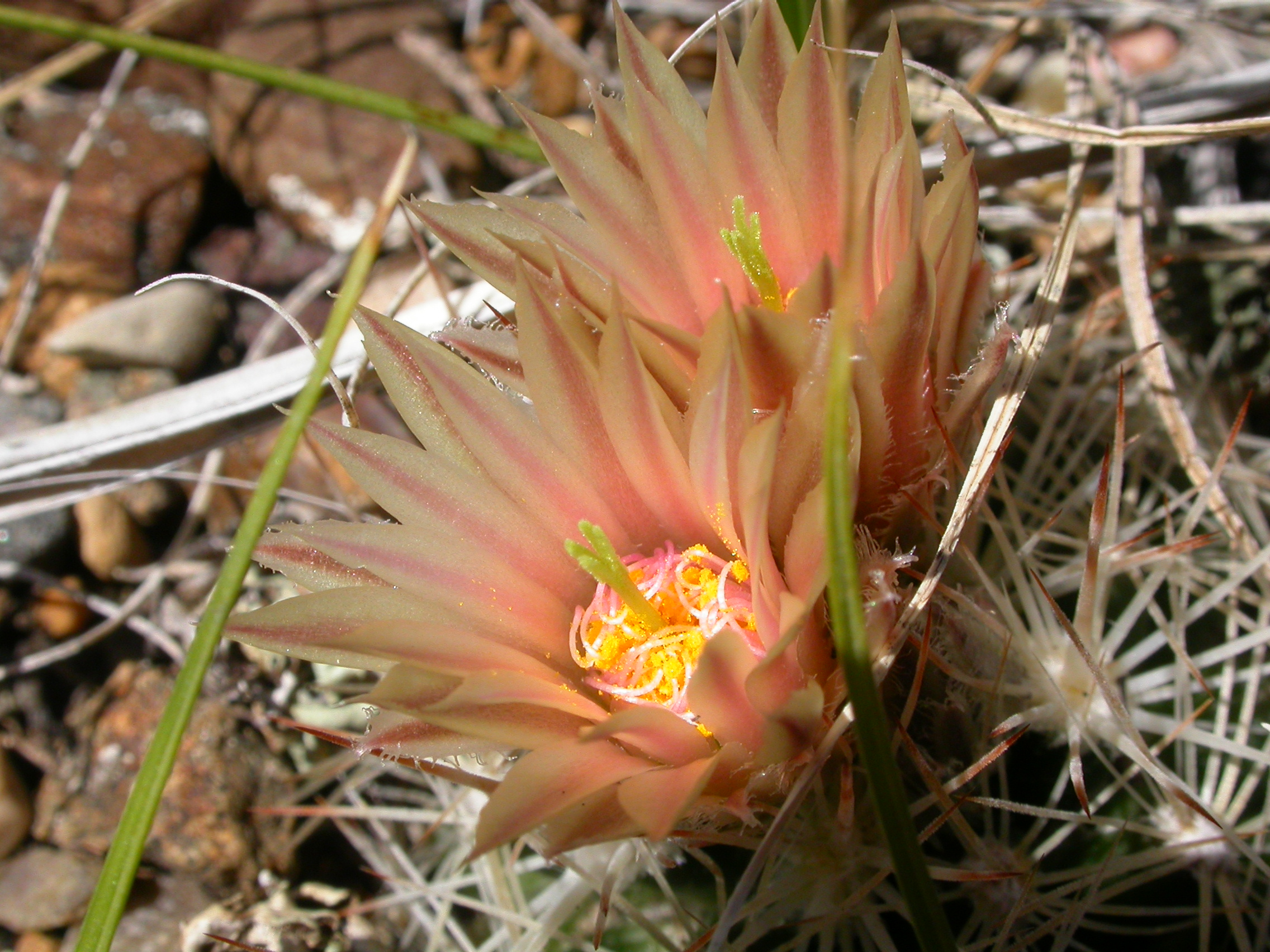
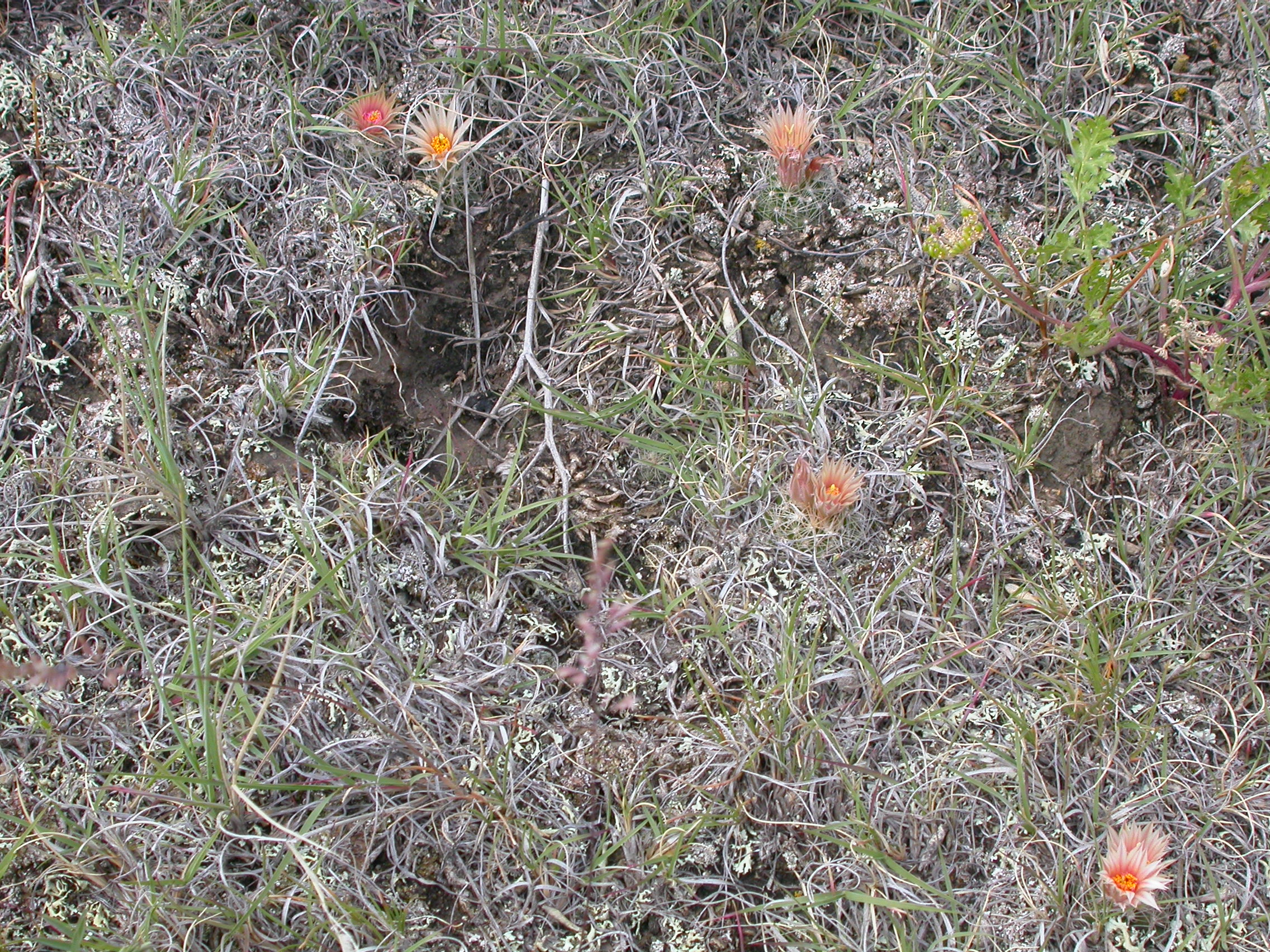
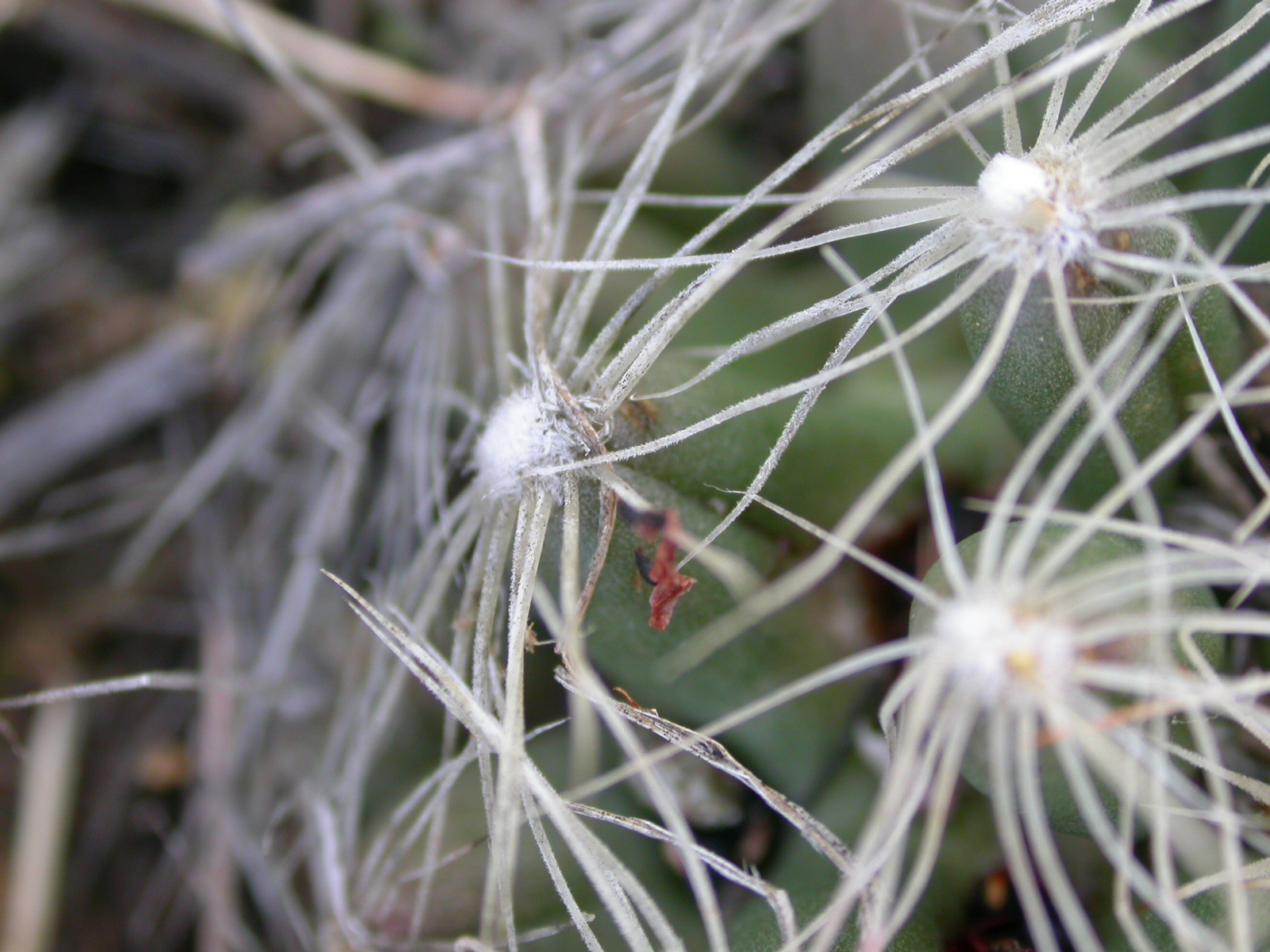